# Żołędnica (wieś)
Żołędnica – wieś w Polsce położona w województwie wielkopolskim, w powiecie rawickim, w gminie Rawicz.

## Historia
Wieś Zolendnica (Zolnica) położona była w 1581 roku w powiecie kościańskim województwa poznańskiego.
W okresie Wielkiego Księstwa Poznańskiego (1815-1848) miejscowość należała do wsi większych w ówczesnym pruskim powiecie Kröben (krobskim) w rejencji poznańskiej. Żołędnica należała do okręgu bojanowskiego tego powiatu i stanowiła część majątku Zakrzewo, którego właścicielem był wówczas Józef Mycielski. Według spisu urzędowego z 1837 roku wieś liczyła 180 mieszkańców, którzy zamieszkiwali 16 dymów (domostw).
W latach 1975–1998 miejscowość administracyjnie należała do województwa leszczyńskiego.
W miejscowości działała Stadnina Koni Żołędnica. W 1993 przekształcona w spółkę pn. Hodowla Zarodowa Zwierząt "Żołędnica" Sp. z o.o..
We wsi w 1952 urodził się Andrzej Golejewski – polski aktor filmowy i teatralny.